# Joseba Garmendia
Joseba Garmendia Elorriaga (Basauri, 4 de octubre de 1985) es un exfutbolista español que jugaba de centrocampista.

## Trayectoria
Se formó en las categorías inferiores del Athletic Club desde el año 1996 hasta 2006, en el que pasó a formar parte del primer equipo.
Debutó en Primera División, el 27 de agosto de 2006, en un derbi vasco frente a la Real Sociedad (1-1) en San Mamés luciendo el dorsal 8 que había llevado Julen Guerrero. Después de tres temporadas con poca participación en el equipo, en julio de 2009, fichó por el CD Numancia por dos temporadas. En julio de 2011 se hizo oficial su fichaje por el Girona FC, aunque en septiembre de 2012 sufrió una grave lesión, que le apartó el resto de la temporada. Tras varios meses sin equipo, en enero de 2014 firmó por el CD Mirandés. En agosto de 2014 fichó por el Real Murcia CF. En marzo de 2016 se incorporó a la SD Amorebieta tras más de medio año sin equipo. Pasó la primera parte de la temporada 2016-17 en el Socuéllamos, siendo liberado en el mes de enero. Pocos días después, se incorporó al CD Palencia hasta final de temporada.
En 2017 se incorporó a la SD Formentera, con la que logró eliminar al Athletic Club de la Copa. Tras no renovar su contrato al término de la temporada, regresó al cuadro isleño en enero de 2019.

## Clubes
| Club            | País   | Año         | PJ  | Goles |
| --------------- | ------ | ----------- | --- | ----- |
| CD Basconia     | España | 2003 - 2004 | 36  | 9     |
| Bilbao Athletic | España | 2004 - 2006 | 42  | 14    |
| Athletic Club   | España | 2006 - 2009 | 51  | 3     |
| CD Numancia     | España | 2009 - 2011 | 45  | 7     |
| Girona FC       | España | 2011 - 2013 | 22  | 0     |
| CD Mirandés     | España | 2014        | 15  | 2     |
| Real Murcia     | España | 2014 - 2015 | 22  | 2     |
| SD Amorebieta   | España | 2016        | 8   | 2     |
| UD Socuéllamos  | España | 2016        | 17  | 0     |
| CD Palencia     | España | 2017        | 14  | 0     |
| SD Formentera   | España | 2017 - 2022 | 116 | 9     |